# В поисках Лэнгстона
В поисках Лэнгстона (фр. Looking for Langston) — чёрно-белый короткометражный британский фильм 1989 года, поставленный режиссером Айзеком Жульеном. Лента является поэтической фантазией, вдохновленной жизнью и творчеством Лэнгстона Хьюза, что воспроизводит жизнь высшего мира темнокожих геев эпохи «гарлемского ренессанса» в Нью-Йорке 1920-х годов. Премьера ленты состоялась в феврале 1989 года на Берлинском международном кинофестиваля, где она получила премию «Тедди». В рамках празднования 30-й годовщины Премии «Тедди», фильм был выбран для показа на 66-м Берлинском международном кинофестивале в феврале 2016 года.
В марте 2016 года фильм вошел в рейтинг 30-ти самых выдающихся ЛГБТ-фильмов всех времен, составленном Британским киноинститутом (BFI) по итогам опроса более 100 киноэкспертов, проведенного до 30-летнего юбилея Лондонского ЛГБТ-кинофестиваля BFI Flare.

## Сюжет
В фильме использована документальная кинохроника, фотографии Роберта Меплторпа, отрывки стихов Лэнгстона Хьюза и тексты его современников — Джеймса Болдуина и Брюса Ньюджента — писателей и активистов борьбы за гражданские права.